# Run to the Hills
Run to the Hills è un singolo del gruppo musicale britannico Iron Maiden, pubblicato il 12 febbraio 1982 come primo estratto dal terzo album in studio The Number of the Beast.
Run to the Hills ha raggiunto la 27ª posizione nella classifica stilata da VH1 delle 40 migliori canzoni metal di sempre.

## Descrizione
Composta interamente dal bassista Steve Harris, Run to the Hills tratta del conflitto fra i nativi americani e gli invasori europei. La prima strofa è scritta dal punto di vista dei nativi americani mentre le restanti due da quello dei soldati europei.

## Pubblicazione
Il singolo è stato pubblicato il 12 febbraio 1982 come anticipazione dell'album ed è la prima apparizione ufficiale del nuovo cantante Bruce Dickinson. Nella B-side del disco è incisa la canzone Total Eclipse che non rientrava nell'iniziale versione dell'album. Tuttavia in seguito il gruppo aggiunse il brano nella lista tracce della riedizione di The Number of the Beast, pubblicata nel 1998.
Nel 1985 è stato ripubblicato, come estratto, per la promozione dell'album dal vivo Live After Death. Le b-side, invece, erano state registrate all'Hammersmith Odeon di Londra nell'ottobre del 1984.
L'11 febbraio 2002 per celebrare i 20 anni della pubblicazione del disco è stato realizzato un nuovo singolo Run to the Hills in formato Enhanced CD (con aggiunte differenti canzoni dal vivo) e in vinile 7" (edizione limitata colorato di rosso).
Run to the Hills è inoltre presente nel videogioco Rock Band e nella colonna sonora del videogioco SSX on Tour, oltre ad essere anche presente nella colonna sonora di Grand Theft Auto IV: The Lost and Damned e Grand Theft Auto IV: The Ballad of Gay Tony.

## Tracce
1. Run to the Hills – 3:50 (Steve Harris)
2. Total Eclipse – 4:28 (Steve Harris, Dave Murray, Clive Burr)

## Formazione
- Bruce Dickinson – voce
- Dave Murray – chitarra
- Adrian Smith – chitarra
- Steve Harris – basso
- Clive Burr – batteria